# Vanessa Filho
Pour les articles homonymes, voir Filho.
Vanessa Filho est une réalisatrice française.
En 2018, elle tourne Gueule d'ange avec Marion Cotillard. En 2023 sort l'adaptation du livre Le Consentement de Vanessa Springora avec Kim Higelin, Laetitia Casta et Jean-Paul Rouve (dans le rôle de Gabriel Matzneff).

## Biographie
Vanessa Filho est née en 1980 d'un père directeur commercial et d'une mère professeur de français puis inspectrice d’académie. Elle passe un bac littéraire option cinéma. Son premier choc cinématographique est Trois Couleurs : Bleu.
En 2001, alors âgée de 21 ans Vanessa Filho réalise un moyen-métrage autofinancé, Primitifs, dans lequel on retrouve Jackie Berroyer et Carole Laure. Ce film ne sera pas distribué.
Elle participe ensuite à divers projets dans la chanson, le théâtre, la photographie et le clip. 
Elle tourne en 2017 Gueule d'ange avec Marion Cotillard, ce qui lui vaut d’être retenue dans la sélection Un certain regard du Festival de Cannes 2018.

## Filmographie

### Cinéma
- 2001 : Primitifs
- 2018 : Gueule d'ange
- 2023 : Le Consentement

### Clips
- L'Œil du Cyclone - Backstab (2002)

## Distinctions

### Nominations
- César 2024 : Meilleure adaptation pour Le Consentement